# Ciencia ficción dura

Arthur C. Clarke, uno de los escritores más representativos de la ciencia ficción dura.

La ciencia ficción dura o ciencia ficción hard, traducción literal del término inglés hard science fiction (en ocasiones abreviado como hard SF), es un subgénero de la ciencia ficción caracterizado por conceder una especial relevancia a los detalles científicos o técnicos de la narración. El término fue utilizado por primera vez en 1957 por P. Schuyler Miller en una reseña sobre la novela Islands of Space de John W. Campbell, Jr., publicada en la revista Astounding Science Fiction. El término complementario ciencia ficción blanda, que surgió por analogía con el concepto «ciencia ficción dura», apareció por primera vez a finales de la década de 1970 como un modo de describir la ciencia ficción en la cual la coherencia científica no es relevante o en la que no se tienen en cuenta los conocimientos científicos de la época.
El término se formó por analogía con la distinción popular entre las ciencias «duras» (ciencias naturales) y «blandas» (ciencias sociales). Sin embargo, estos conceptos no forman parte de una categorización rigurosa, sino que son una forma de definir las historias que los críticos y el público han encontrado útil. En realidad, no existe una clasificación dicotómica entre ciencia ficción «dura» y «blanda», sino que hay distintas escalas entre la ciencia ficción «más dura» y la «más blanda».

## Rigor científico

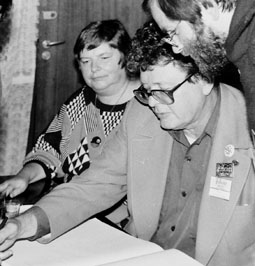
Poul Anderson, autor de Tau Cero.

La esencia de una obra que se considera «ciencia ficción dura» reside en una buena relación entre el contenido científico y el desarrollo narrativo de la historia, y, para algunos lectores, en la «dureza» o rigor de la ciencia en sí. La historia desarrollada en una obra de «ciencia ficción dura» debe ser precisa, lógica, creíble y rigurosa en relación con los conocimientos científicos y técnicos del momento, siendo teóricamente posible la tecnología, los fenómenos, los escenarios y las situaciones descritos. Este hecho permite que con el paso del tiempo la novela no envejezca. Por ejemplo, P. Schuyler Miller denominó a la novela A Fall of Moondust (1961) de Arthur C. Clarke «ciencia ficción dura», y la designación ha sido considerada válida a pesar de que un elemento crucial de la trama, la existencia de bolsas profundas de «polvo lunar» en los cráteres de la Luna, haya sido desmentida. Existe cierto grado de flexibilidad acerca de hasta dónde puede alejarse una novela de la «ciencia real» para que deje de pertenecer a este subgénero. Algunos autores evitan escrupulosamente hechos inverosímiles como los viajes a velocidades superiores a la de la luz, mientras que otros aprueban estos conceptos, también conocidos como «enabling devices» ya que permiten que la historia sea posible, pero se centran en una descripción realista de los mundos que dicha tecnología podría generar. Desde este punto de vista, en una historia científicamente «dura» no importa tanto la precisión absoluta del contenido científico sino el rigor y la consistencia con que las ideas y las posibilidades son tratadas.
Los lectores de «ciencia ficción dura» a menudo tratan de encontrar errores en las historias, un entretenimiento que Gary Westfahl ha denominado «el juego». Por ejemplo, un grupo del MIT llegó a la conclusión de que el planeta Mesklin de la novela Misión de gravedad (1953), de Hal Clement, tendría que haber tenido un eje afilado en el ecuador y en un instituto de Florida se calculó que en la novela Mundo Anillo (1970), de Larry Niven, la capa superficial del suelo se habría deslizado hacia los mares al cabo de unos mil años. Asimismo, este libro recibió bastantes críticas de aficionados a la física debido a que el sistema en el que es creado el Mundo Anillo debería llevarle a su propia destrucción. Niven corrigió algunos de sus errores en su secuela Ingenieros de Mundo Anillo (1980).

## Novelas representativas

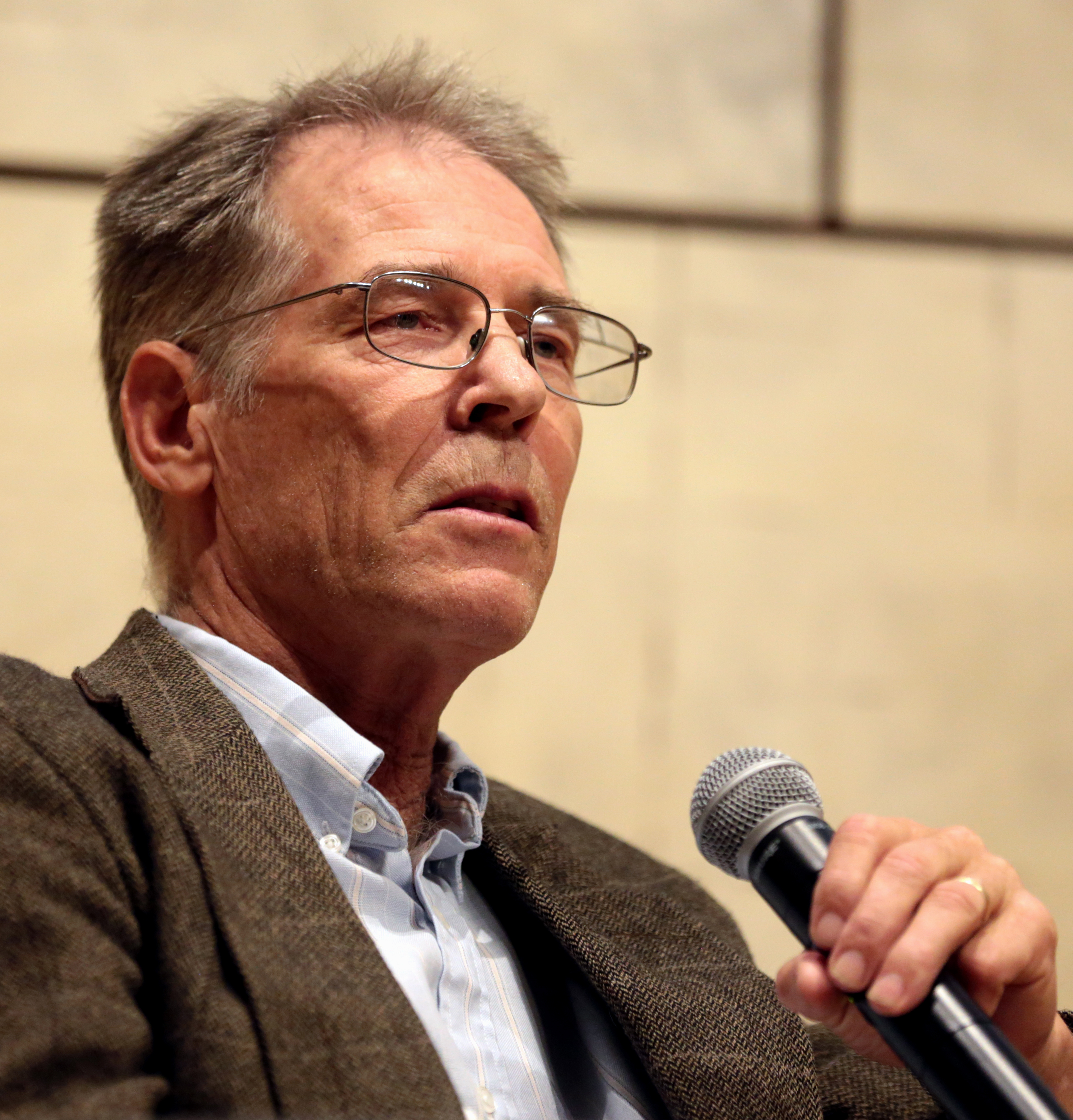
Kim Stanley Robinson, autor de la trilogía marciana.

- Misión de gravedad (1953) de Hal Clement, donde se nos describe la vida en un planeta con gravedades que oscilan entre las 3 y las 600 G.
- Tau Zero (1970) de Poul Anderson, donde una nave sin control se acerca a la velocidad de la luz, produciéndose todo tipo de efectos extraños.
- Mundo Anillo (1970) de Larry Niven, en la cual se nos describe un mundo con forma anular que se extiende alrededor de toda la órbita de su sol.
- Cita con Rama (1973) de Arthur C. Clarke.
- Huevo del dragón (1980) de Robert L. Forward,[11] sobre la evolución y desarrollo de una extraña forma de vida en una estrella de neutrones.
- Cronopaisaje (1980) de Gregory Benford, de las que más se han acercado a cómo es en realidad el mundo científico, mezclado con una trama de comunicaciones con el pasado.
- Contact (1985), del astrónomo estadounidense Carl Sagan, uno de los mayores divulgadores científicos del siglo. Trata sobre el primer contacto entre humanos y extraterrestres.
- Fiasco (1986) de Stanisław Lem, en la cual el autor nos sorprende con una visión un tanto pesimista de la capacidad tecnológica humana que llega al punto de ser hábil en la resurrección de muertos y en la manipulación del tiempo y de un sistema planetario entero.
- Cuarentena (1992) de Greg Egan, que mezcla metafísica con física cuántica.
- La trilogía marciana (Marte rojo (1992), Marte verde (1993), Marte azul (1996)) de Kim Stanley Robinson,[12][13] en la que se describe la terraformación de Marte.
- The Tranquillity Alternative (1996) de Allen Steele, donde se describe el viaje a la Luna.